# W61P
W61P（ダブリュ 61ピー）は、パナソニック モバイルコミュニケーションズが日本国内向けに開発した、auブランドを展開するKDDIおよび沖縄セルラー電話のCDMA 1X WIN対応携帯電話である。

## 特徴
W51PやW52Pの女性ユーザー向けから一転し、本端末では主に男性ユーザーを対象にし、auのパナソニック製では初めてのワンセグ対応で、奥行の最薄部が12.9ミリの薄型設計となっておりワンセグ用アンテナは端末本体に内蔵される。ただしモバイルPEAKSプロセッサーを搭載していないため「VIERAケータイ」の愛称名はない（なお、この端末のワンセグチューナーの性能に関しては同期に発表されたW61CAおよびW61Hに搭載されているワンセグチューナーに相当する）。またパナソニック製でおなじみのワンプッシュオープンボタンはこの機種にも引き継がれている。
なお薄型化や開発コストを軽減する理由で、内蔵スピーカーはステレオスピーカーではなく、モノラルスピーカーを採用している。さらにカメラも前2モデル同様パンフォーカス仕様になっている。
尚auのパナソニック製では初めて新800MHz帯に対応している。

## 沿革
- 2008年（平成20年）1月28日 KDDI、およびパナソニック モバイルコミュニケーションズより公式発表。
- 2008年2月15日 ルッソブルー、グラツィアホワイト、フィーノブラックの3色が全国にて一斉発売。
- 2008年3月12日 ジェンティーレゴールド、スプレーモレッドの2色を順次発売。
- 2008年10月 販売終了。
- 2012年（平成24年）7月22日 L800MHz帯（旧800MHz帯・CDMA Bandclass 3）エリアによるサービスの停波（予定）。以降はN800MHz帯（新800MHz帯・CDMA Bandclass 0 Subclass 2）および2GHz帯（CDMA Bandclass 6）の各エリアで利用する事となる（予定）。

## 対応サービス
- au LISTEN MOBILE SERVICE（ビデオクリップ）
- EZナビウォーク（声de入力・3D対応）
- EZ助手席ナビ
- 安心ナビ
- 災害時ナビ
- 緊急通報位置通知
- EZ FeliCa
- EZチャンネルプラス
- EZケータイアレンジ
- PCサイトビューアー
- EZアプリ(BREW)(オープンアプリプレイヤー対応)
  - プリセットアプリとして、ケータイコミック「三丁目の夕日～寒い夜～」とゲームアプリ「おためしばん ことばのパズル もじぴったん」（バンダイナムコゲームス）がプリセットされている。
- SD-Audio
  - AACファイルのみ対応で、他キャリア向けのPに対応しているAAC+SBRは非対応、またSD-JukeboxやD-dock等で作成したプレイリストは表示されない。
- デコレーションメール
- 絵しゃべりメール
- ラッピングメール
- Touch Message
- 赤外線通信
- au Smart Sports

ほか